# 波多野美希
波多野 美希（はたの みき、1992年10月12日 - ）は、オフィスワタナベ所属のタレント、リポーター、女優。身長は162cm、血液型はO型。

## 出演

### テレビ番組
- テストの花道（2010年3月 - 2011年3月、NHK教育テレビ）
- ウルトラゾーン（2011年12月 - 2012年3月、テレビ神奈川 / 千葉テレビ放送 ほか） - 小早川真弓 役
- WIN BY ALL!（2012年1月 - 8月、千葉テレビ放送） - MC
- 全力坂（2013年2月19日・28日、テレビ朝日）
- 第96回 欽ちゃん&香取慎吾の全日本仮装大賞（2019年2月2日、日本テレビ系列） - エスコート・ガール（エスコート・バニー）

### 映画
- ヌンチャクソウル（2019年11月9日公開)
- 12人のイカれたワークショップ（2021年11月19日公開）

### オリジナルビデオ
- 怨霊塔 都市伝説全集の地獄（2011年）